# برنامج تبديل الإبر

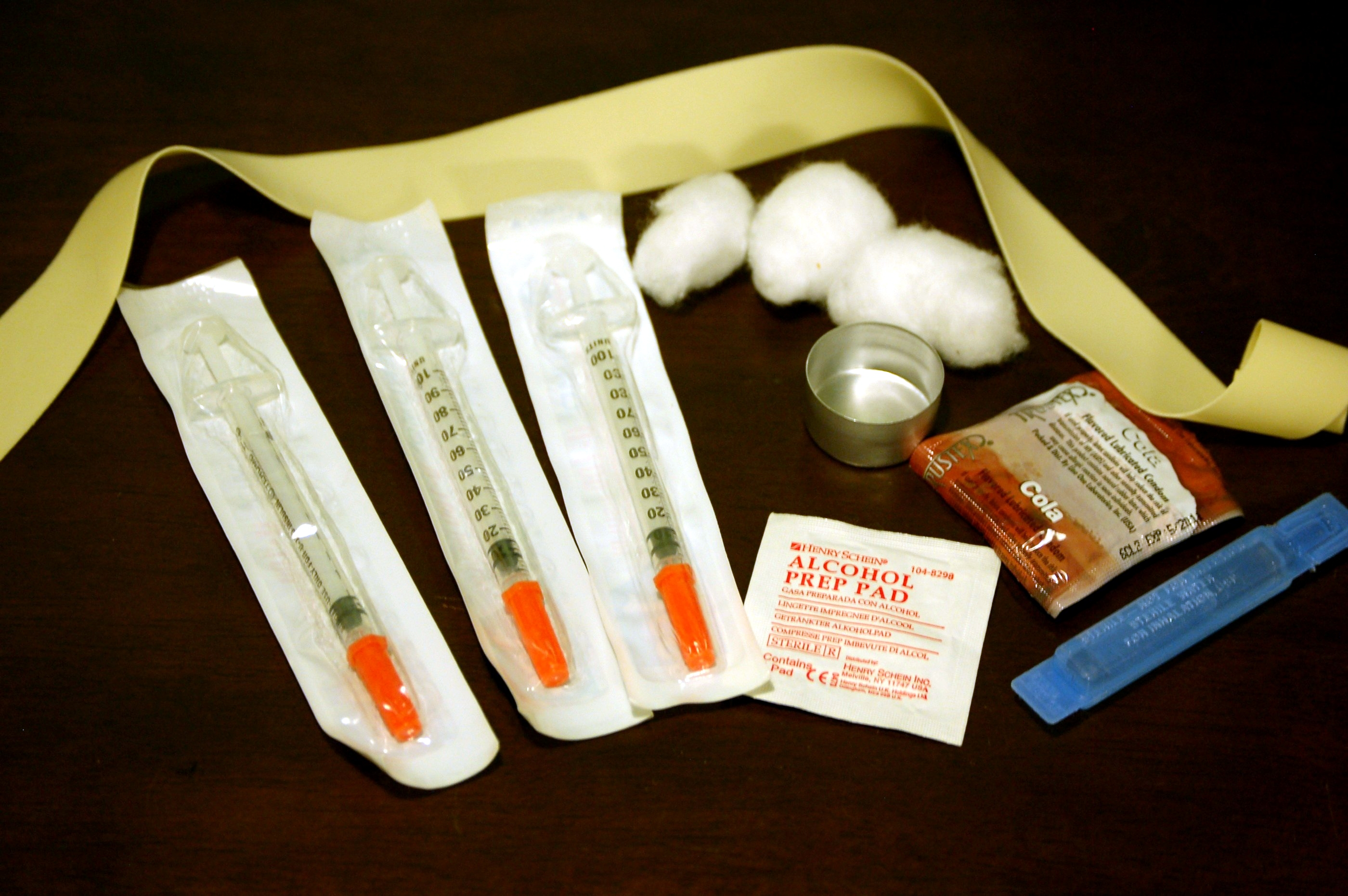

برنامج تبديل الإبر والمحاقن (NSP) أو برنامج تبديل المحاقن (SEP) أو برنامج تبديل الإبر (NEP) هو خدمة اجتماعية تسمح لمتعاطيّ المخدرات بالحقن (IDUs) الحصول على إبر الحقن تحت الجلد ومعدّاتها المصاحبة بتكلفة قليلة أو بدون كلفة. ويستند إلى فلسفة الحد من الضرر التي تسعى إلى تقليل عوامل الخطر الإصابة بأمراض مثل فيروس نقص المناعة البشرية المسبب للإيدز والتهاب الكبد.
وجدت دراسة شاملة أجرتها منظمة الصحة العالمية عام 2004 «أن برنامج الإبر والمحاقن يقلل بشكل كبير ومبهر وفعال من حيث التكلفة من انتشار فيروس نقص المناعة البشرية بين متعاطي المخدرات بالحقن، دون وجود دليل على زيادة تعاطي المخدرات بالحقن سواء على المستوى الفردي أو المجتمعي.» دعمت الجمعية الطبية الأمريكية (AMA) أيضًا نتائج منظمة الصحة العالمية، وتبنت أيضًا في عام 2000 موقفًا يدعم بشدة برنامج تبديل الإبر والمحاقن عند مشاركة البرنامج مع استشارات الإدمان.

## تاريخ البرنامج وتطوره
يعود برامج تبديل الإبر بتاريخه إلى الأنشطة غير الرسمية المتّبعة خلال سبعينيات القرن الماضي. من المرجح أن الفكرة قد أُعيد اكتشافها في مواقع متعددة. نُفّذت أول مبادرة وافقت عليها حكومة هولندا في أوائل ومنتصف الثمانينيات، تلتها مبادرات أخرى مقاربة لها. وفي حين عُني البرنامج الأولي بانتشار التهاب الكبد B، حفّزت جائحة الإيدز الاعتماد السريع على هذه البرامج في جميع أنحاء العالم.

## الحيد والاحتيال

### من قبل تجار المخدّرات
أجرت الإذاعة الوطنية العامة مقابلة مع برنامج تبديل المحاقن المسمى «نقطة /مرحلة الوقاية في فيلاديلفيا» بالولايات المتحدة وبعض عملائها. يسمح برنامج «نقطة الوقاية» لأي شخص يقدم المحاقن، تبديلها بنفس الكمية دون حصر، الأمر الذي أدى إلى بيع مدمني المخدرات المحاقن النظيفة لمدمني المخدرات الآخرين بهدف كسب أموال المخدرات. يستخدم بعض تجار المخدرات تبديل الإبر للحصول على إمدادات بكميات كبيرة من الإبر من أجل بيعها أو إعطائها لمشتري المخدرات.

### من قبل مدمني المخدرات
كشف بعض المشاركين الذين قابلتهم صحيفة بالتيمور صن في فبرايرعام 2000، أنهم يبيعون بعض المحاقن الجديدة التي حصلوا عليها من البرنامج من أجل كسب أموال المخدرات، وأنهم لم يتوقفوا بشكل مطلق عن مشاركة الإبر مع المدمنين الآخرين.

## التجربة العالمية
تشمل البلدان التي توجد فيها هذه البرامج: أستراليا والبرازيل وكندا وجمهورية التشيك وهولندا ونيوزيلندا والنرويج والبرتغال وإسبانيا وسويسرا والمملكة المتحدة وأيرلندا وإيران والولايات المتحدة. قد لا تتلقى هذه البرامج في الولايات المتحدة تمويلًا فيدراليًا، إلا أن الحظر قد رُفع لفترة وجيزة في عام 2009 قبل إعادة تثبيته في عام 2010.

## الأبحاث

### تعاطي المخدرات
وفقًا لكتاب صادر عن المكتب القومي للأبحاث الاقتصادية (NBER) لعام 2019 أعدّته أناليزا باكهام، اختصاصية الاقتصاد بجامعة ميامي، فإن برنامج تبديل المحاقن يقلل من معدلات الإصابة بفيروس نقص المناعة البشرية بنسبة تصل إلى 18.2% ولكنه يؤدي إلى زيادة استخدام المخدرات. زادت برامج تبديل المحاقن من معدلات الوفيات المرتبطة بتعاطي المخدرات بنسبة 11.6% ومعدلات الوفيات ذات الصلة بتعاطي الأفيونات بنسبة 25.4%.